# Список умерших в 1045 году
В этой статье представлен список известных людей, умерших в 1045 году.
См. также: Категория:Умершие в 1045 году

## Январь

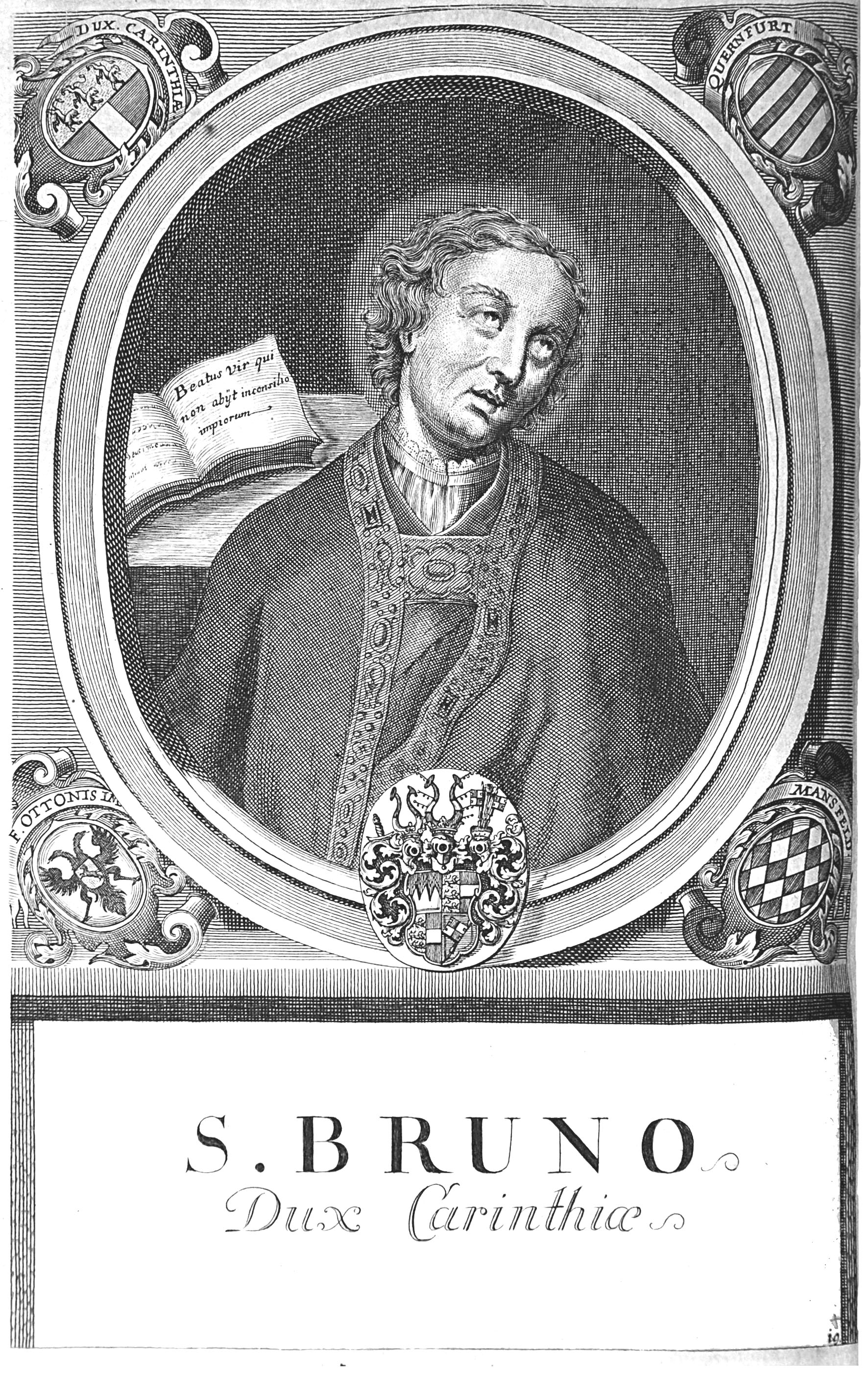
Бруно Каринтийский

- 16 января — Ариберт[англ.] — архиепископ Милана с 1018 года.
- 27 января — Альрун Хомская — жена маркграфа Марцелина из Камы (Бавария), святая римско-католической церкви[1].
- Каделох[нем.] — епископ Наумбурга (1030—1045), основатель города Наумбург

## Февраль
- 7 февраля — Император Го-Судзаку (35) — император Японии (1036—1045).

## Март
- 14 марта — Энрико — маркграф Монферрато (1042—1045).

## Апрель
- 22 апреля — Бертвальд[англ.] — епископ Рамсбери (995—1045), святой римско-католической церкви[2].

## Май
- 25 мая — Оттон — граф Вермандуа с 1000 года (1015?)
- 27 мая — Бруно Вюрцбургский — епископ Вюрцбурга, святой римско-католической церкви[3].

## Июнь

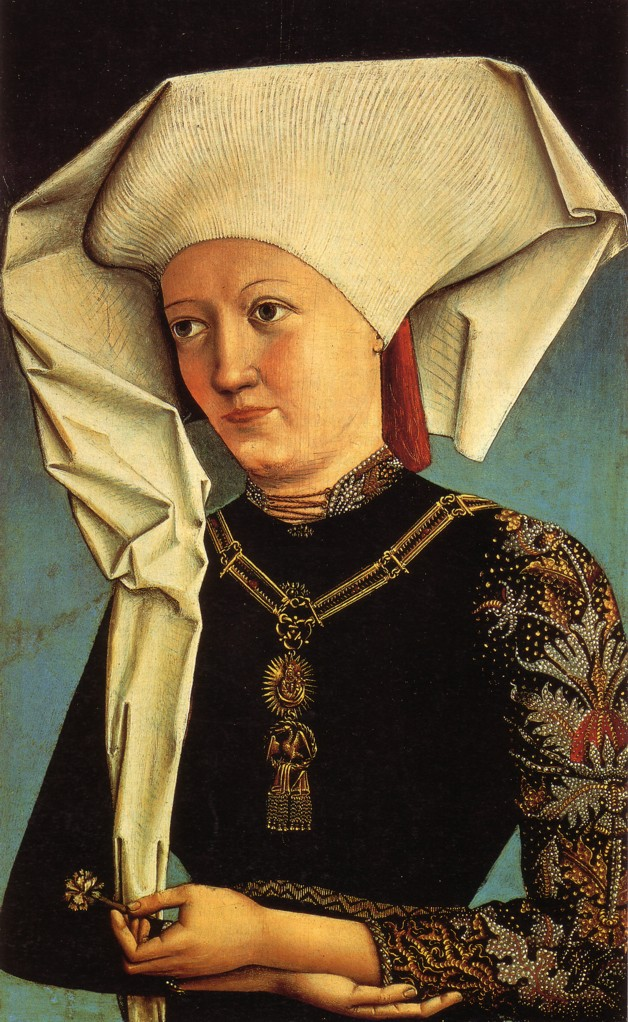
Эмма Гуркская

- 2 июня — Брихтвайн II[англ.] — епископ Шерборна (1023—1045)
- 26 июня — Гонсало Санчес — граф Собрарбе и Рибагорсы (1035—1045)
- 27 июня — Эмма Гуркская — святая Римско-Католической Церкви, основательница монастырей, покровительница епархии Гурка.
- 30 июня — Радбот первый граф Габсбург, граф Альтенбурга и Клетгау с 991 года.
- Райнульф I — первый граф Аверсы с 1030 года.

## Июль
- 14 июля — Беренгер[нем.] — епископ Пассау (1013—1045)

## Октябрь
- 9 октября — Гюнтер Богемский[англ.] — католический монах-отшельник, святой римско-католической церкви[4].

## Дата неизвестна или требует уточнения

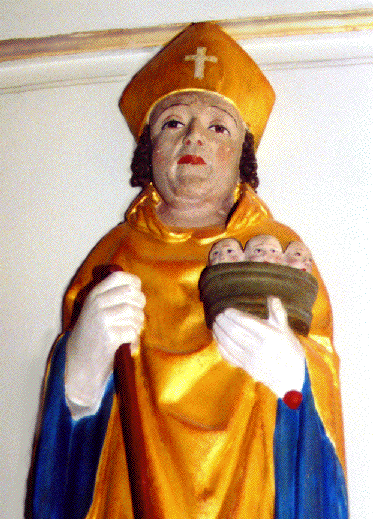
Зигфрид Шведский

- Амик Камеринский — итальянский священник и монах, святой римско-католической церкви[5].
- Асклетин — граф Аверсы и Гаэты (1045)
- Грифид I — король Брихейниога (?—1045)
- Зигфрид Шведский — католический монах, епископ и апостол, миссионер в Швеции, святой римско-католической церкви[6].
- Каид ибн Хаммад — второй правитель государства Хаммадидов (с 1028).
- Кринан Данкельдский — аббат Данкелда.
- Райнульф I — один из первых норманнов, прибывших в Южную Италию, основатель первого норманнского графства Аверса (1030—1045).